# ویلیام گاربوت
ویلیام گاربوت (انگلیسی: William Garbutt; ۹ ژانویهٔ ۱۸۸۳ – ۲۴ فوریهٔ ۱۹۶۴) فوتبالیست اهل بریتانیا بود.
از باشگاه‌هایی که در آن بازی کرده‌است می‌توان به باشگاه فوتبال ریدینگ، باشگاه فوتبال بلکبرن روورز، باشگاه فوتبال آرسنال، و باشگاه فوتبال آرسنال، اشاره کرد. ویلیام گاربوت اولین سرمربی تاریخ باشگاه آ اس رم ایتالیا در سال 1927 می باشد .